# Élections cantonales de 2011 dans le Cantal

Les élections cantonales ont eu lieu les 20 et 27 mars 2011.

## Contexte départemental

### Assemblée départementale sortante
Avant les élections, le conseil général du Cantal est présidé par Vincent Descoeur (UMP). Il comprend 27 conseillers généraux issus des 27 cantons du Cantal ; 14 d'entre eux sont renouvelables lors de ces élections. 
| Parti                             | Sigle | Élus |
| --------------------------------- | ----- | ---- |
| Majorité (19 sièges)              |       |      |
| Union pour un mouvement populaire | UMP   | 12   |
| Divers droite                     | DVD   | 6    |
| Mouvement démocrate               | MoDem | 1    |
| Opposition (8 sièges)             |       |      |
| Parti socialiste                  | PS    | 5    |
| Divers gauche                     | DVG   | 3    |
| Président du Conseil général      |       |      |
| Vincent Descoeur (UMP)            |       |      |

## Résultats à l'échelle du département

### Résultats en nombre de sièges
| Parti | Sièges mis en jeu | Élus | Évolution |
| ----- | ----------------- | ---- | --------- |
| DVD   | 5                 | 5    | =         |
| UMP   | 5                 | 6    | +1        |
| DVG   | 2                 | 1    | -1        |
| PS    | 2                 | 2    | =         |

### Assemblée départementale à l'issue des élections
| Parti                             | Sigle | Élus |
| --------------------------------- | ----- | ---- |
| Majorité (20 sièges)              |       |      |
| Union pour un mouvement populaire | UMP   | 13   |
| Divers droite                     | DVD   | 5    |
| Mouvement démocrate               | MoDem | 1    |
| Nouveau Centre                    | NC    | 1    |
| Opposition (7 sièges)             |       |      |
| Parti socialiste                  | PS    | 5    |
| Divers gauche                     | DVG   | 1    |
| Parti radical de gauche           | PRG   | 1    |
| Président du Conseil général      |       |      |
| Vincent Descoeur (UMP)            |       |      |

## Résultats par canton

### Canton d'Arpajon-sur-Cère
| Candidat       | Candidat             | Étiquette      | Premier tour | Premier tour |
| Candidat       | Candidat             | Étiquette      | Voix         | %            |
| -------------- | -------------------- | -------------- | ------------ | ------------ |
|                | Jean-Pierre Delpont* | DVD            | 2 321        | 63,24        |
|                | Sylvie Boudou        | PS             | 953          | 25,97        |
|                | Patrick Perrier      | FG (PCF)       | 396          | 10,79        |
|                |                      |                |              |              |
| Inscrits       | Inscrits             | Inscrits       | 7 085        | 100,00       |
| Abstention     | Abstention           | Abstention     | 3 273        | 46,20        |
| Votants        | Votants              | Votants        | 3 812        | 53,80        |
| Blancs et nuls | Blancs et nuls       | Blancs et nuls | 142          | 3,73         |
| Exprimés       | Exprimés             | Exprimés       | 3 670        | 96,27        |

*sortant

### Canton d'Aurillac-1
| Candidat       | Candidat                 | Étiquette      | Premier tour | Premier tour | Second tour | Second tour |
| Candidat       | Candidat                 | Étiquette      | Voix         | %            | Voix        | %           |
| -------------- | ------------------------ | -------------- | ------------ | ------------ | ----------- | ----------- |
|                | Alain Calmette*          | PS             | 1 304        | 55,00        | 1 702       | 70,33       |
|                | Henri Manhès             | DVD            | 551          | 23,24        | 718         | 29,67       |
|                | Michel Leron             | FG (PCF)       | 192          | 8,10         |             |             |
|                | Nicole Soulenq-Moissinac | PR-MoDem       | 170          | 7,17         |             |             |
|                | Clarisa Carrillo-Bessat  | EÉLV           | 154          | 6,50         |             |             |
|                |                          |                |              |              |             |             |
| Inscrits       | Inscrits                 | Inscrits       | 5 922        | 100,00       | 5 922       | 100,00      |
| Abstention     | Abstention               | Abstention     | 3 443        | 58,14        | 3 371       | 56,92       |
| Votants        | Votants                  | Votants        | 2 479        | 41,86        | 2 551       | 43,08       |
| Blancs et nuls | Blancs et nuls           | Blancs et nuls | 108          | 4,36         | 131         | 5,14        |
| Exprimés       | Exprimés                 | Exprimés       | 2 371        | 95,64        | 2 420       | 94,86       |

*sortant

### Canton de Champs-sur-Tarentaine-Marchal
| Candidat       | Candidat           | Étiquette      | Premier tour | Premier tour |
| Candidat       | Candidat           | Étiquette      | Voix         | %            |
| -------------- | ------------------ | -------------- | ------------ | ------------ |
|                | Daniel Chevaleyre* | DVG            | 976          | 60,69        |
|                | Gérard Dif         | UMP            | 394          | 24,61        |
|                | Thierry Fonty      | DVG            | 162          | 10,12        |
|                | André Damprund     | FG (PCF)       | 69           | 4,31         |
|                |                    |                |              |              |
| Inscrits       | Inscrits           | Inscrits       | 2 507        | 100,00       |
| Abstention     | Abstention         | Abstention     | 846          | 33,75        |
| Votants        | Votants            | Votants        | 1 661        | 66,25        |
| Blancs et nuls | Blancs et nuls     | Blancs et nuls | 60           | 3,61         |
| Exprimés       | Exprimés           | Exprimés       | 1 601        | 96,39        |

*sortant

### Canton de Chaudes-Aigues
| Candidat       | Candidat               | Étiquette      | Premier tour | Premier tour | Second tour | Second tour |
| Candidat       | Candidat               | Étiquette      | Voix         | %            | Voix        | %           |
| -------------- | ---------------------- | -------------- | ------------ | ------------ | ----------- | ----------- |
|                | Madeleine Baumgartner* | DVD            | 681          | 48,71        | 765         | 55,19       |
|                | Alain Gaillard         | SE             | 449          | 32,12        | 426         | 30,74       |
|                | Serge Dumazel          | EÉLV           | 268          | 19,17        | 195         | 14,07       |
|                |                        |                |              |              |             |             |
| Inscrits       | Inscrits               | Inscrits       | 2 045        | 100,00       | 2 045       | 100,00      |
| Abstention     | Abstention             | Abstention     | 590          | 28,85        | 623         | 30,46       |
| Votants        | Votants                | Votants        | 1 455        | 71,15        | 1 422       | 69,54       |
| Blancs et nuls | Blancs et nuls         | Blancs et nuls | 57           | 3,92         | 36          | 2,53        |
| Exprimés       | Exprimés               | Exprimés       | 1 398        | 96,08        | 1 386       | 97,47       |

*sortant

### Canton de Condat
| Candidat       | Candidat             | Étiquette      | Premier tour | Premier tour |
| Candidat       | Candidat             | Étiquette      | Voix         | %            |
| -------------- | -------------------- | -------------- | ------------ | ------------ |
|                | Jean Mage            | DVD            | 823          | 55,68        |
|                | Jean-Claude Walchli* | UMP            | 528          | 35,72        |
|                | Patrick Méral        | FG (PCF)       | 127          | 8,59         |
|                |                      |                |              |              |
| Inscrits       | Inscrits             | Inscrits       | 2 505        | 100,00       |
| Abstention     | Abstention           | Abstention     | 965          | 38,52        |
| Votants        | Votants              | Votants        | 1 540        | 61,48        |
| Blancs et nuls | Blancs et nuls       | Blancs et nuls | 62           | 4,03         |
| Exprimés       | Exprimés             | Exprimés       | 1 478        | 95,97        |

*sortant

### Canton de Mauriac
| Candidat       | Candidat                    | Étiquette      | Premier tour | Premier tour |
| Candidat       | Candidat                    | Étiquette      | Voix         | %            |
| -------------- | --------------------------- | -------------- | ------------ | ------------ |
|                | Gérard Leymonie*            | UMP            | 1 687        | 53,27        |
|                | Jacques Klem                | PS             | 1 022        | 32,27        |
|                | Vladimir Tilmant-Tatischeff | MoDem          | 296          | 9,35         |
|                | Henri Coetmeur              | FG (PCF)       | 162          | 5,12         |
|                |                             |                |              |              |
| Inscrits       | Inscrits                    | Inscrits       | 6 077        | 100,00       |
| Abstention     | Abstention                  | Abstention     | 2 744        | 45,15        |
| Votants        | Votants                     | Votants        | 3 333        | 54,85        |
| Blancs et nuls | Blancs et nuls              | Blancs et nuls | 166          | 4,98         |
| Exprimés       | Exprimés                    | Exprimés       | 3 167        | 95,02        |

*sortant

### Canton de Maurs
| Candidat       | Candidat           | Étiquette      | Premier tour | Premier tour |
| Candidat       | Candidat           | Étiquette      | Voix         | %            |
| -------------- | ------------------ | -------------- | ------------ | ------------ |
|                | François Vermande* | UMP            | 1 705        | 52,93        |
|                | Monique Delort     | DVG            | 1 258        | 39,06        |
|                | Patrick Travers    | FG (PCF)       | 258          | 8,01         |
|                |                    |                |              |              |
| Inscrits       | Inscrits           | Inscrits       | 5 095        | 100,00       |
| Abstention     | Abstention         | Abstention     | 1 724        | 33,84        |
| Votants        | Votants            | Votants        | 3 371        | 66,16        |
| Blancs et nuls | Blancs et nuls     | Blancs et nuls | 150          | 4,45         |
| Exprimés       | Exprimés           | Exprimés       | 3 221        | 95,55        |

*sortant

### Canton de Montsalvy
| Candidat       | Candidat           | Étiquette      | Premier tour | Premier tour |
| Candidat       | Candidat           | Étiquette      | Voix         | %            |
| -------------- | ------------------ | -------------- | ------------ | ------------ |
|                | Vincent Descoeur*  | UMP            | 1 447        | 55,23        |
|                | Georges Delpuech   | DVG            | 418          | 15,95        |
|                | Baptiste Servans   | FG (PG)        | 311          | 11,87        |
|                | Henri Monier       | SE             | 309          | 11,79        |
|                | Thierry Krzeminski | FN             | 135          | 5,15         |
|                |                    |                |              |              |
| Inscrits       | Inscrits           | Inscrits       | 3 918        | 100,00       |
| Abstention     | Abstention         | Abstention     | 1 225        | 31,27        |
| Votants        | Votants            | Votants        | 2 693        | 68,73        |
| Blancs et nuls | Blancs et nuls     | Blancs et nuls | 73           | 2,71         |
| Exprimés       | Exprimés           | Exprimés       | 2 620        | 97,29        |

*sortant

### Canton de Murat
| Candidat       | Candidat         | Étiquette      | Premier tour | Premier tour |
| Candidat       | Candidat         | Étiquette      | Voix         | %            |
| -------------- | ---------------- | -------------- | ------------ | ------------ |
|                | Bernard Delcros* | DVD            | 2 525        | 87,92        |
|                | Michel Verniole  | FG (PCF)       | 347          | 12,08        |
|                |                  |                |              |              |
| Inscrits       | Inscrits         | Inscrits       | 5 254        | 100,00       |
| Abstention     | Abstention       | Abstention     | 2 235        | 42,54        |
| Votants        | Votants          | Votants        | 3 019        | 57,46        |
| Blancs et nuls | Blancs et nuls   | Blancs et nuls | 147          | 4,87         |
| Exprimés       | Exprimés         | Exprimés       | 2 872        | 95,13        |

*sortant

### Canton de Saint-Cernin
| Candidat       | Candidat         | Étiquette      | Premier tour | Premier tour |
| Candidat       | Candidat         | Étiquette      | Voix         | %            |
| -------------- | ---------------- | -------------- | ------------ | ------------ |
|                | François Lachaze | UMP            | 837          | 78,37        |
|                | Claude Malroux   | FG (PCF)       | 231          | 21,63        |
|                |                  |                |              |              |
| Inscrits       | Inscrits         | Inscrits       | 2 189        | 100,00       |
| Abstention     | Abstention       | Abstention     | 993          | 45,36        |
| Votants        | Votants          | Votants        | 1 196        | 54,64        |
| Blancs et nuls | Blancs et nuls   | Blancs et nuls | 128          | 10,70        |
| Exprimés       | Exprimés         | Exprimés       | 1 068        | 89,30        |

### Canton de Saint-Flour-Nord
| Candidat       | Candidat                 | Étiquette      | Premier tour | Premier tour |
| Candidat       | Candidat                 | Étiquette      | Voix         | %            |
| -------------- | ------------------------ | -------------- | ------------ | ------------ |
|                | Henri Barthélémy*        | UMP            | 1 701        | 60,53        |
|                | Jean-Baptiste Meyroneinc | PS             | 904          | 32,17        |
|                | Jean-Pierre Roume        | FG (PCF)       | 205          | 7,30         |
|                |                          |                |              |              |
| Inscrits       | Inscrits                 | Inscrits       | 5 972        | 100,00       |
| Abstention     | Abstention               | Abstention     | 2 939        | 49,21        |
| Votants        | Votants                  | Votants        | 3 033        | 50,79        |
| Blancs et nuls | Blancs et nuls           | Blancs et nuls | 223          | 7,35         |
| Exprimés       | Exprimés                 | Exprimés       | 2 810        | 92,65        |

*sortant

### Canton de Saint-Flour-Sud
| Candidat       | Candidat             | Étiquette      | Premier tour | Premier tour |
| Candidat       | Candidat             | Étiquette      | Voix         | %            |
| -------------- | -------------------- | -------------- | ------------ | ------------ |
|                | Gérard Salat*        | PS             | 2 132        | 60,67        |
|                | Jonathan Laroussinie | UMP            | 1 070        | 30,45        |
|                | Christiane Missègue  | MoDem          | 312          | 8,88         |
|                |                      |                |              |              |
| Inscrits       | Inscrits             | Inscrits       | 6 650        | 100,00       |
| Abstention     | Abstention           | Abstention     | 2 983        | 44,86        |
| Votants        | Votants              | Votants        | 3 667        | 55,14        |
| Blancs et nuls | Blancs et nuls       | Blancs et nuls | 153          | 4,17         |
| Exprimés       | Exprimés             | Exprimés       | 3 514        | 95,83        |

*sortant

### Canton de Saint-Mamet-la-Salvetat
| Candidat       | Candidat         | Étiquette      | Premier tour | Premier tour | Second tour | Second tour |
| Candidat       | Candidat         | Étiquette      | Voix         | %            | Voix        | %           |
| -------------- | ---------------- | -------------- | ------------ | ------------ | ----------- | ----------- |
|                | Éric Février     | DVD            | 1 292        | 44,86        | 1 614       | 51,08       |
|                | Christian Montin | DVG            | 1 136        | 39,44        | 1 546       | 48,92       |
|                | Lionel Roucan    | EÉLV           | 305          | 10,59        |             |             |
|                | Alain Sériès     | FG (PCF)       | 147          | 5,10         |             |             |
|                |                  |                |              |              |             |             |
| Inscrits       | Inscrits         | Inscrits       | 4 875        | 100,00       | 4 875       | 100,00      |
| Abstention     | Abstention       | Abstention     | 1 829        | 37,52        | 1 552       | 31,84       |
| Votants        | Votants          | Votants        | 3 046        | 62,48        | 3 323       | 68,16       |
| Blancs et nuls | Blancs et nuls   | Blancs et nuls | 166          | 5,45         | 163         | 4,91        |
| Exprimés       | Exprimés         | Exprimés       | 2 880        | 94,55        | 3 160       | 95,09       |

### Canton de Salers
| Candidat       | Candidat               | Étiquette       | Premier tour | Premier tour | Second tour | Second tour |
| Candidat       | Candidat               | Étiquette       | Voix         | %            | Voix        | %           |
| -------------- | ---------------------- | --------------- | ------------ | ------------ | ----------- | ----------- |
|                | Bruno Faure*           | NC              | 808          | 42,86        | 1 065       | 52,80       |
|                | Jean Maltcheff         | DVD             | 714          | 37,88        | 952         | 47,20       |
|                | Christian Chauvet      | SE              | 154          | 8,17         |             |             |
|                | Nicole Besse           | FG (PCF)        | 148          | 7,85         |             |             |
|                | Cédric Tartaud-Gineste | CNIP - Le Chêne | 61           | 3,24         |             |             |
|                |                        |                 |              |              |             |             |
| Inscrits       | Inscrits               | Inscrits        | 3 134        | 100,00       | 3 134       | 100,00      |
| Abstention     | Abstention             | Abstention      | 1 188        | 37,91        | 1 052       | 33,57       |
| Votants        | Votants                | Votants         | 1 946        | 62,09        | 2 082       | 66,43       |
| Blancs et nuls | Blancs et nuls         | Blancs et nuls  | 61           | 3,13         | 65          | 3,12        |
| Exprimés       | Exprimés               | Exprimés        | 1 885        | 96,87        | 2 017       | 96,88       |

*sortant